# 코레마츠 대 미국 사건
코레마츠 대 미국 사건(영어: Korematsu v. United States, 323 U.S. 214 (1944))은 제2차 세계대전 당시 일본계 미국인을 강제수용한 사건관련 미국 대법원 판례이다.

## 사건개요
일본이 진주만 폭격을 가한 이후 제2차 세계대전에 참전한 미국은 당시 태평양 연안에 거주하고 있던 12만여 명의 일본계 미국인들을 네바다주 등의 사막으로 강제수용하였다. 이들 중 2/3는 미국에서 출생한 합법적인 미국시민이었다. 강제수용의 이유는 일본계 미국인들이 적국(일본)의 스파이 노릇을 하는 등 미국에 대한 충성심에 의심이 간다는 것이 였는데 당시 미국은 독일과 이탈리아와 교전 중이었지만 미국 내 독일계 미국인이나 이탈리아계 미국인들에게 동일한 강제수용 조치가 내려진 바는 없었다. 이러한 조치에 반대한 한 일본계 미국인 프레드 코레마츠는 법원에 제소하였다.

## 판시 사항
연방대법원은 연방정부의 강제이주 명령이 국가안전의 유지에 절실히 필요한 조치로서 “엄격성 기준”을 충족하므로 합헌이라 판시하였다.

## 같이 보기
- 눈물의 길

## 참고 문헌
- 이재협, 미국의 소수민족 우대정책의 현주소(이재협)